# Charlotte Jacobs (feministe)
Charlotte Jacobs (Sappemeer, 13 februari 1847 – Den Haag, 31 oktober 1916) was een Nederlands feministe en de eerste vrouwelijke apotheker in Nederland en Nederlands-Indië. Ze was een oudere zus van Aletta Jacobs.

## Leven en werk
Charlotte was het vijfde kind van elf kinderen in een Joods gezin. Zij was een dochter van Abraham Jacobs (1817-1881), heel- en vroedmeester en Anna de Jongh (1817-1887). Ze bezocht de naai- en breischool van 't Nut. Van 1869 tot diens huwelijk in 1873 had ze in Arnhem de zorg voor de huishouding van broer Sam, die daar een apotheek dreef. 
Apotheker
Op grond van Thorbeckes Wet op het Artsexamen (1865) konden aanvankelijk alleen mannen apotheker worden. Na een wetswijziging in 1868 werden ook vrouwen toegelaten tot het examen van leerling-apotheker, hulpapotheker en apotheker. Met steun van haar vader bereidde Jacobs zich voor op het examen. Nadat ze in 1874 haar diploma van leerling-apotheker haalde, keerde ze als medewerker naar haar broers apotheek terug.
In navolging van haar jongere zussen Aletta en Frederika ging Jacobs in 1875 als 28-jarige naar de RHBS in Sappemeer, waar ze scheikundelessen volgde. In 1877 werd ze de tweede studente aan de Groningse universiteit. Twee jaar later deed ze in Amsterdam, waar haar ouders inmiddels woonden, examen voor hulpapotheker. Nadat ze op 24 juni 1881 was geslaagd voor het apothekersexamen in Groningen, was ze enige tijd tweede apotheker in het Algemeen Ziekenhuis in Utrecht (1882-1884). Ze kwam vervolgens in dienst bij een apotheker in Batavia. Rond 1887 opende ze in de wijk Menteng een eigen apotheek, waar ze uit emancipatorische overwegingen werkte met vrouwelijke assistenten. Deze vrouwen werden door haar zus Aletta in Nederland geselecteerd na een advertentie in het Pharmaceutisch Weekblad. Ze was zo'n twintig jaar de enige apothekeres in Nederlands-Indië. In 1913 keerde ze definitief terug naar Nederland.
Vrouwenbeweging
Net als haar zuster Aletta, was Jacobs actief in de vrouwenbeweging, zowel in Nederlands-Indië als in Nederland. Er wordt beweerd dat waar Aletta de leidende figuur binnen de vrouwenkiesrechtbeweging in Nederland was, Charlotte deze eer in Indië genoot. Zij stond aan de wieg van een Indische afdeling van de Vereeniging voor Vrouwenkiesrecht in 1908, samen met onder anderen schrijfster Marie van Zeggelen. De afdeling was geen officiële vereniging, omdat in Indië tot 1915 geen recht op vereniging bestond. In 1912 richtte ze, opnieuw samen met Marie van Zeggelen, de Vereeniging Steun Onderwijs Vrouwelijke Inlandse Artsen (SOVIA) op. Door middel van deze organisaties probeerde ze het onderwijs voor Indische meisjes te verbeteren en gedaan te krijgen dat vrouwen werden toegelaten tot de Opleiding voor Inlandsche Artsen. Ook werd er middels SOVIA een verpleegstersopleiding opgericht.
Terug in Nederland, Den Haag, werd Jacobs bestuurslid van de Haagse afdeling van de Vereeniging voor Vrouwenkiesrecht (1914-1916) en was ze actief in de vrouwenvredesbeweging. Ze was aanwezig bij het Internationaal Congres van Vrouwen in Den Haag in 1915. Ze was actief in de Nederlandse Vrouwenraad en de Vredesbeweging.
Het Charlotte Jacobs Studiefonds
Charlotte Jacobs overleed op 31 oktober 1916 in Den Haag, op 69-jarige leeftijd. Ze had testamentair bepaald dat haar nalatenschap grotendeels diende te worden besteed aan een op te richten fonds om academische studies, aanvankelijk voor zowel Indische als Nederlandse meisjes, te betalen. Het fonds draagt haar naam, Het Charlotte Jacobs Studiefonds, en bestaat nog steeds. Tegenwoordig is het een studiefonds voor vrouwen die studeren aan een Nederlandse universiteit en wordt het fonds beheerd door de Vereniging van vrouwen met hogere opleiding (VVAO).